# Яхотин
Яхотин (на украински: Яготин) е град в Киевска област, Украйна, административен център на едноименния Яхотински район.

## География
Намира се на около 100 км източно от столицата Киев. Има железопътна гара по линията Киев-Харков. Население 22 600 жители (2005).

## История
Град Яхотин е основан през 1552 г. През 1925 г. става районен център. Получава статут на град през 1957 г.

## Забележителности
Исторически музей, картинна галерия.

## Личности, родени в Яхотин
- Андрий Шевченко (р.1976), футболист